# Kvantová dynamika
Ve fyzice je kvantová dynamika kvantovou variantou klasické dynamiky. Kvantová dynamika se zabývá pohyby a výměnou energie a hybnosti systémů, jejichž chování se řídí zákony kvantové mechaniky. Kvantová dynamika je důležitá pro rozvíjející se obory, jako jsou kvantové počítače a atomová optika.
V matematice se kvantová dynamika zabývá studiem matematiky kvantové mechaniky. Konkrétně, jako studium dynamiky, tato oblast matematiky zkoumá, jak se kvantově mechanické pozorovatelné veličiny (anglicky observables) mění v průběhu času. V zásadě jde o studium jednoparametrických automorfismů algebry všech vázaných (omezených) operátorů na Hilbertově prostoru pozorovatelných veličin (což jsou samoadjungované operátory). Tato dynamika byla pochopena již ve 30. letech 20. století poté, co je jí věnovali Wigner, Stone, Hahn a Hellinger. V poslední době (20. léta 21. století) se v této oblasti matematici zabývají studiem nevratných kvantově mechanických systémů na von Neumannově algebře – operátorové teorii kvantové mechaniky.